# Diplonevra
Diplonevra is een geslacht van insecten uit de familie van de Bochelvliegen (Phoridae), die tot de orde tweevleugeligen (Diptera) behoort.

## Soorten
- D. abbreviata (von Roser, 1840)
- D. aberrans Borgmeier, 1962
- D. altipetax (Schmitz, 1935)
- D. amphichaeta (Schmitz, 1949)
- D. concinna (Meigen, 1830)
- D. cornutissima (Schmitz, 1927)
- D. crassicornis (Meigen, 1830)
- D. florescens (Turton, 1801)
- D. freyi (Schmitz, 1927)
- D. funebris (Meigen, 1830)
- D. gaudialis (Cockerell, 1915)
- D. glabra (Schmitz, 1927)
- D. hamata Borgmeier, 1962
- D. lophochaeta (Schmitz, 1927)
- D. minima (Schmitz, 1927)
- D. nigricauda Borgmeier, 1969
- D. nitidula (Meigen, 1830)
- D. oldenbergi (Schmitz, 1920)
- D. pachycera (Schmitz, 1918)
- D. pilosella (Schmitz, 1927)
- D. praealpina (Schmitz, 1948)
- D. refulgens (Schmitz, 1949)
- D. sesquicornis (Schmitz, 1927)
- D. unisetalis (Schmitz, 1935)
- D. unispinalis (Schmitz, 1927)
- D. zuijleni Disney, 2003